# DREAMS COME TRUE MUSIC BOX Vol.5 - AUTUMN LEAVES -
『DREAMS COME TRUE MUSIC BOX Vol.5 - AUTUMN LEAVES -』（ドリームズカムトゥルー ミュージックボックス ボリュームファイブ オータムリーブス）は、2009年10月1日にリリースされたDREAMS COME TRUEの公式オルゴールアルバムである。

## 概要
- DREAMS COME TRUE公式オルゴールアルバム第5弾。
- DREAMS COME TRUEの秋の曲を集めている。
- DVD/Blu-ray『20th Anniversary DREAMS COME TRUE CONCERT TOUR 2009 "ドリしてます?"』と同時発売。

## 収録曲
1. LOVE LOVE LOVE
2. 決戦は金曜日
3. すき
4. 悲しいKiss
5. あはは
6. さよならを待ってる
7. 今度は虹を見に行こう
8. カノン
9. 眼鏡越しの空
10. 琥珀の月
11. 愛してる 愛してた